# 福島県立郡山東高等学校
福島県立郡山東高等学校（ふくしまけんりつ こおりやまひがしこうとうがっこう）は、福島県郡山市山根町に所在する県立高等学校。

## 概要
校名の略称は「郡東（ぐんとう）」又は「東高（ひがしこう）」等。旧校名は福島県立郡山女子高等学校、旧校名時代の略称は「郡女（ぐんじょ）」であった。市内普通科高校としては、福島県立安積高等学校・福島県立安積黎明高等学校に次いで設立が古い学校となっている。また、近隣の福島県立郡山商業高等学校と同じく郡山市が設置したのちに県へ移管された歴史を持っている学校である。1998年入学生からの男女共学化後は著しく4年制大学への進学率が向上した。

## 設置課程
2000年3月までは、家政科と保育科も設置されていたが、共学化に伴い廃止された。
- 全日制課程
  - 普通科（7クラス）

## 沿革
- 1923年4月 - 郡山実践女学校として創立。
- 1926年5月 - 郡山市立淑徳女学校に改称。
- 1927年4月 - 福島県郡山淑徳女学校に改称。
- 1942年3月 - 福島県郡山高等女学校に改称。
- 1944年4月 - 県へ移管、福島県立郡山高等女学校と改称。
- 1948年4月 - 学制改革により、福島県立郡山女子高等学校となる。普通科を設置。
- 1949年4月 - 家庭科を設置。
- 1959年4月 - 保育科を設置。
- 1963年4月 - 家庭科を家政科に改称する。
- 1998年4月 - 福島県立郡山女子高等学校より福島県立郡山東高等学校に名称変更。同時に家政科・保育科募集停止、男女共学高校となる。
- 2000年3月 - 家政科・保育科が在籍生の卒業に伴い廃止となった。

## 進路概況
- 国公立大学 ： 例年60人前後
  - 大半の進学先は地方国公立大学である。近年は東北大学・お茶の水女子大学・東京外国語大学・筑波大学などの難関国立大学の合格者も輩出している。
- 私立大学 ： 例年230人前後
  - 以前から私立大学志向の強い高校であり、多くの合格者を輩出している。
  - 合格者数の多い大学としては、地元郡山市内に所在する工学部を含めた日本大学、東北学院大学、東北福祉大学などが挙げられる。早稲田大学・明治大学・立教大学などの難関大学合格者も輩出している。
- 短期大学 ： 例年40人前後
  - 福島県内・隣県に所在する短期大学への進学者が多い。
  - 主な進学先は、郡山女子大学短期大学部・桜の聖母短期大学・会津大学短期大学部などが挙げられる。
- 専門学校 ： 例年70人前後
  - 医療系・事務系の専門学校への進学者が多い。
- 就職 ： 公務員・民間企業合計例年10人前後

## 部活動

### 運動部
- 陸上部
- ソフトボール部
- 卓球部
- ソフトテニス部
- バレーボール部
- バドミントン部
- バスケットボール部
- ハンドボール部
- 弓道部
- 剣道部
- 水泳部
- 野球部
- サッカー部

### 文化部
- 文芸部
- 演劇部
- 新聞部
- 美術部
- 書道部
- 合唱部
- 写真部
- 生活文化部
- ボランティア部
- ギター部
- 吹奏楽部
- 放送部

※写真部は全国高等学校写真選手権大会（写真甲子園）へ2008年・2009年連続で本選に出場。
※新聞部は2015年・2016年・2017年の3年連続で全国高等学校総合文化祭(総文)出場。
^著名な出身者
- 池津祥子 - 女優
- 丹野麻美 - 陸上選手（北京オリンピック日本代表）

## 交通
- JR東北本線・磐越西線・磐越東線・水郡線郡山駅徒歩20分
- 郡山駅より福島交通バス利用郡山東高校バス停下車
- 学校前の市道はかつて旧校名の略称から道路の愛称を「郡女通り」と呼ばれていたが、校名変更に伴い道路の愛称を「静御前通り」に変更された。